# Peter Rocca
Peter Drake Rocca (Oakland, 27 luglio 1957) è un ex nuotatore statunitense.

## Carriera
Ai Giochi Olimpici di Montréal 1976 vinse la medaglia d'oro nella 4x100m misti (nuotando solo in batteria) e due medaglie d'argento, una nei 100m e una nei 200m dorso.

## Palmarès
- Giochi olimpici estivi

Montréal 1976: oro nella 4x100m misti, argento nei 100m e 200m dorso.
- Mondiali

Berlino 1978: argento nei 100m dorso.
- Giochi Panamericani

Città del Messico 1975: oro nei 100m dorso e nella 4x100m misti.
San Juan 1979: oro nei 200m dorso.